# Варпалиці
Варпалиці (пол. Warpalice) — село в Польщі, у гміні Осек Бродницького повіту Куявсько-Поморського воєводства.
Населення — 222 особи (2011).
У 1975-1998 роках село належало до Торунського воєводства.

## Демографія
Демографічна структура станом на 31 березня 2011 року:
|          | Загалом | Допрацездатний вік | Працездатний вік | Постпрацездатний вік |
| -------- | ------- | ------------------ | ---------------- | -------------------- |
| Чоловіки | 110     | 25                 | 71               | 14                   |
| Жінки    | 112     | 25                 | 63               | 24                   |
| Разом    | 222     | 50                 | 134              | 38                   |